# Hassan Alieu Gebril
Hassan Alieu Gebril (* 10. Juni 1951 in Bathurst) ist ein gambischer Diplomat.

## Leben
Gebril besuchte die Lovanium University in Kinshasa, Universität Nizza, das Institut International d'Administration Publique  in Paris von 1978 bis 1979. Er erwarb dabei ein Bachelor (Honours) und den Master-Abschluss.
Tätig war er von 1978 bis 1979 als stellvertretender Sekretär im Büro des Präsidenten, später im Außenministerium. Von 1979 bis 1980 war zweiter Sekretär in der Gambischen Botschaft in Senegal in Dakar. Von 1980 bis 1982 war erster Sekretär und Leiter der Kanzlei in der Gambischen Hochkommission in Nigeria in Lagos. Anschließend von 1982 bis 1983 war er in der Hochkommission in London tätig. Von 1983 bis 1985 war er Berater und Leiter der Kanzlei der Gambischen Botschaft in Senegal. In Washington, D.C. war Gebril von 1986 bis 1987 tätig. Als amtierender stellvertretender ständiger Vertreter bei den Vereinten Nationen in New York City war er 1988 bis 1990 eingesetzt. Von 1991 bis 1993 war er dort in der Gambischen Botschaft in den Vereinigten Staaten Berater und Leiter der Kanzlei. 1993 bis 1994 war er stellvertretender Hochkommissar in der Hochkommission von Gambia in London und war in dieser Zeit auch stellvertretender ständiger Delegierter bei der Organisation der Vereinten Nationen für industrielle Entwicklung (UNIDO), Wien.
Von Präsident Yahya Jammeh wurde er im August 1994 zum Hochkommissar in Hochkommission von Gambia in London ernannt, diese Akkreditierung umfasst auch die Akkreditierung in Schweden, Norwegen, Dänemark, Finnland, Österreich, Israel und dem Vatikan.

## Familie
Gebril ist verheiratet  und hat eine Tochter.